# Ilse Barea-Kulcsar
Ilse Barea-Kulcsar (* 20. September 1902 in Wien, Österreich-Ungarn als Ilse Pollak; † 1. Januar 1973 ebenda) war eine österreichische Journalistin, Schriftstellerin und Übersetzerin, Freiwillige im Spanischen Bürgerkrieg.

## Leben und Werk
Ilse Pollak war eine Tochter des Gymnasialprofessors Valentin Pollak und dessen Frau Alice von Zieglmayer. In ihrer Jugend gehörte sie der Sozialistischen Arbeiter-Jugend an, 1920 trat sie der Sozialdemokratischen Arbeiterpartei (SDAP) bei, von der sie sich 1921 aufgrund politischer Differenzen trennte. Im selben Jahr trat sie der KPÖ bei, wo sie ihren ersten Mann, Leopold Kulcsar (1900–1938), kennenlernte, den sie 1922 heiratete. 1925 wurde sie nach einer Reise nach Rumänien, die sie im Auftrag der Sowjetischen Gesandtschaft in Wien unternommen hatte, in Budapest festgenommen, Anfang April 1926 jedoch freigesprochen und des Landes verwiesen. Nach ihrem Austritt aus der KPÖ kehrte sie 1926 wieder zur SDAP zurück, für sie publizistisch tätig war und sich als "Wanderlehrerin" im Ostalpenraum einen Namen als hervorragende Rednerin machte. Ab 1933 wurde sie gemeinsam mit ihrem Mann Leopold in der Gruppe Neu Beginnen aktiv.
Als im Dezember 1934 ihre Untergrundtätigkeit gegen das Regime des Austrofaschismus von der Polizei aufgedeckt wurde, musste sie mit ihrem Mann in die Tschechoslowakei emigrieren. Dort wurde sie im Umfeld des ALÖS (Auslandsbüro der österreichischen Sozialdemokraten) tätig. Nachdem im Juli 1936 der Spanische Bürgerkrieg begonnen hatte, ging sie über Paris nach Spanien, während Leopold in der Tschechoslowakei blieb. Er arbeitete für die Gesandtschaft der republikanischen Regierung in Prag, wo er eine Transportorganisation organisierte, die Freiwillige nach Spanien brachte, damit sie sich den Internationalen Brigaden anschließen konnten. Ebenso rief er einen sehr gut funktionierenden Geheimdienst in Mittel- und Südosteuropa ins Leben. Ilse Kulcsar wollte eigentlich als Journalistin arbeiten, wurde aber aufgrund ihrer Sprachenkenntnisse in der Madrider Telefónica als Mitarbeiterin der Zensurstelle für die Auslandspresse angestellt. Dort lernte sie den spanischen Schriftsteller Arturo Barea (1897–1957) kennen, der ihr zweiter Mann werden sollte. Aufgrund der Schikanen durch Arturos Vorgesetzte, und da "Ilsa, la de la Telefónica" (Ilsa von der Telefónica), wie sie bald hieß, vom deutschen kommunistischen Geheimdienst in Spanien verfolgt wurde, verließen die beiden Spanien und gingen kurz nach ihrer Heirat im Februar 1938 nach Frankreich. Leopold Kulcsar starb am 28. Januar 1938 an einer akuten Nierenerkrankung in Prag.
Nach einem erfolglosen Jahr in Paris konnten Ilsa und Arturo Barea im Februar 1939 nach England in ihr endgültiges Exil weiterziehen. Dort arbeitete Ilsa für den Abhördienst der BBC, war publizistisch und im Verlagsbereich tätig und wurde zu einer sehr angesehenen Übersetzerin aus dem Spanischen ins Englische. So übersetzte sie unter anderem die autobiografische Trilogie von Arturo Barea La forja de un rebelde (deutsch: Hammer oder Amboß sein). 1965, acht Jahre nach Arturos Tod, kehrte sie nach Wien zurück, wo sie für Zeitungen des ÖGB schrieb und als Bildungsfunktionärin der SPÖ fungierte. 1966 erschien ihre auf Englisch geschriebene Kulturgeschichte der Stadt Wien unter dem Titel Vienna. Legend and Reality, die im angelsächsischen Raum großen Erfolg hatte. Es war das einzige zu ihren Lebzeiten veröffentlichte Buch. Aufgrund gesundheitlicher Probleme konnte sie weder ihre Autobiografie schreiben, noch eine Buchausgabe ihres Romans Telefónica veranlassen, der im Frühjahr 1949 in der Wiener Arbeiter-Zeitung in 70 Folgen erschienen war. Am 1. Jänner 1973 starb sie in Wien.
2019 erschien im Verlag Edition Atelier ihr Roman Telefónica, in dem sie über ihre Erfahrungen im Spanischen Bürgerkrieg berichtet. 2021 kam im selben Verlag ihre Kulturgeschichte Wiens unter dem Titel Wien. Legende & Wirklichkeit heraus.
Im November 2021 wurde an ihrem ehemaligen Wohnort in der Bernhardstalgasse 38 im 10. Wiener Gemeindebezirk eine Gedenktafel für Ilse Barea-Kulcsar angebracht.

## Schriften
- Die Großmächte der Finanz und Industrie: Konkurrenz und Monopol im modernen Kapitalismus. Wien: Verlag der Wiener Volksbuchhandlung 1930.
- Spain in the Post-War World. A Report prepared by Ilsa and Arturo Barea for a Committee of the Fabian International Bureau. London: Fabian Publications and Victor Gollancz 1945.
- Arturo and Ilsa Barea: Unamuno. Cambridge: Bowes Bowes 1952
- Telefónica. Roman. Hg. u. mit einem Nachwort von Georg Pichler sowie mit Fotos und einem Essay von Ilsa Barea-Kulcsar. Wien: Edition Atelier[8], 2019. ISBN 978-3-99065-017-2 (Erstmals erschien der Roman vom 13. März bis 4. Juni 1949 in der Arbeiter-Zeitung)
- Vienna. Legend and Reality. London: Secker & Warburg 1966. Deutsche Fassung: Wien. Legende & Wirklichkeit. Übersetzt und herausgegeben von Julia Brandstätter und Gernot Trausmuth. Mit einem Nachwort von Georg Pichler. Wien: Edition Atelier, 2021, ISBN 978-3-99065-059-2)[9]